# Elsie Inglis
Elsie Inglis, (1864-1917) escocesa nascida na Índia, foi a fundadora da primeira maternidade no Reino Unido a ser gerida por mulheres. Foi também a fundadora da federação para o sufrágio das mulheres escocesas.

## História

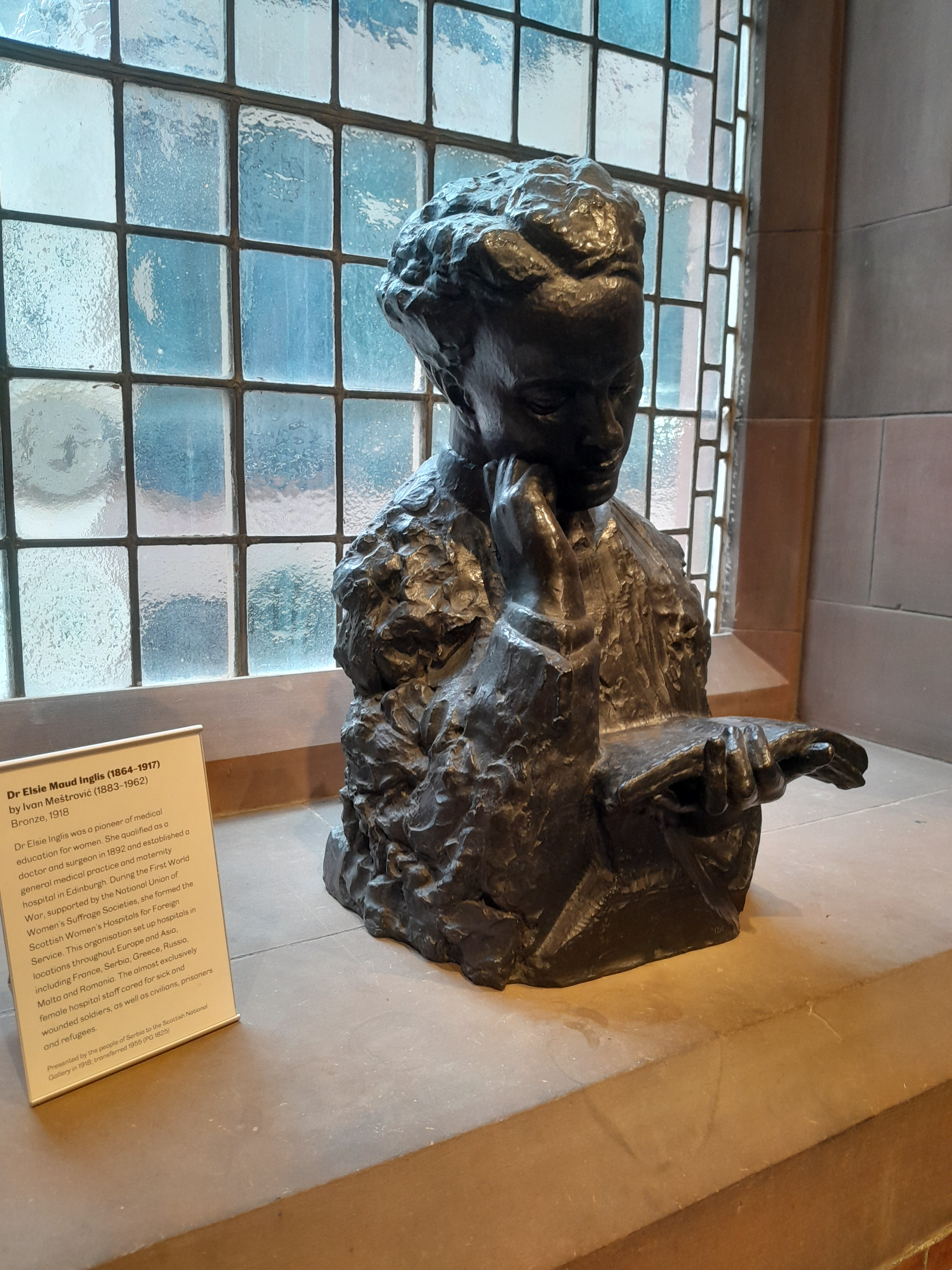

Elsie Inglis nasceu na cidade de Naini Tal, na Índia, filha de um pai que trabalho no serviço civil indiano  Teve a sorte de ter pais que, já naquele tempo, consideravam a educação de uma filha tão importante quanto a de um filho. Depois de uma educação privada, sua escolha de estudar medicina foi adiada pela morte da mãe em 1885, que fez com que Inglis se sentisse obrigada a permanecer em Edinburgo com seu pai. No entanto, no ano seguinte, a Escola de Medicina para Mulheres de Edinburgo foi aberta pela Dra. Sophia Jex-Blake e Inglis iniciou seus estudos. Completou-os com Sir William Macewen na Enfermaria Real de Glasgow.
Em 1892, Elsie Inglis qualificou-se como licenciada tanto do Royal College of Physicians and Surgeons, de Edinburgo, quando da Faculty of Physicians and Surgeons, de Glasgow. Iniciou sua vida de trabalho no pioneiro "New Hospital for Women" de Elizabeth Garrett Anderson, em Londre, e depois exerceu sua profissão no Rotunda Hospital, um hospital maternidade de Dublin.
Inglis retornou a Edinburgo em 1894, estabelecendo clínica com Jessie Macgregor, companheira da época de estudos. Abriu um hospital maternidade para mulheres pobres, que foi precursor do Elsie Englis Memorial Hospital.
Sua insatisfação com os padrões de cuidados médicos disponíveis para mulheres levaram-na a tornar-se politicamente ativa, assumindo papel importante nos primeiros anos da Scottish Federation of Women' Suffrage Societies.